# Sibérie, la dernière nuit
Pour plus de détails, voir Fiche technique et Distribution.
Sibérie, la dernière nuit est un documentaire français réalisé par Oren Nataf et sorti en 2002.

## Fiche technique
- Titre : Sibérie, la dernière nuit
- Réalisation : Oren Nataf
- Photographie : Emmanuel Juillard et Oren Nataf
- Son : Oren Nataf, Denis Otcharov et Anton Tchaikovski
- Mixage : Matthieu Cochin
- Montage : Tolic Shilaev
- Production : Les Films du Barbue
- Pays d’origine :  France
- Durée : 85 minutes
- Date de sortie : France - 27 novembre 2002

## Distribution
- Viatcheslav Kokorine
- Olga Sodatova
- Masha Bourova
- Nadia Lemecheva
- Sergei Pavlov
- Alexandre Vissotski
- Olga Kokorina

## Sélections
- Festival de Cannes 2002 (programmation ACID[1])
- Festival Mamers en mars 2002[2]